# 金色吻棘鰍
金色吻棘鰍為輻鰭魚綱合鰓目刺鰍亞目刺鰍科的其中一種，分布於亞洲緬甸克欽邦Indawgyi湖及鄰近山區溪流流域，體長可達21.6公分，棲息在河川底中層水域，屬肉食性，可做為食用魚。